# Пітер Шоу Ґрін
Пітер Шоу Ґрін (англ. Peter Shaw Green; 11 вересня 1920 – 17 серпня 2009) — англійський ботанік.

## Ранні роки
Ґрін народився в Рочестері, графство Кент, молодшим сином Джона та Елізабет (уродженої Гейнсворт) Ґрін, його батько був цивільним інженером Королівських ВПС. Пітер здобув освіту в школі Тонтон, а потім вивчав ботаніку в Королівському коледжі Лондона. Його навчання було перерване Другою світовою війною, під час якої він служив ад'ютантом (капітаном) у Нортамберлендських фузилерських полках, спочатку навчаючи новобранців стрільбі, однак пізніше приєднався до свого полку в Італії, де захворів на тиф. Після одужання його відправили до Греції. У 1946 році, ще будучина службі, він одружився з Вініфред Браун, з якою познайомився в Королівському коледжі перед війною. Після демобілізації він повернувся на навчання в Королівському коледжі.

## Кар'єра
Після закінчення навчання Ґрін був призначений асистентом викладача в Бірмінґемському університеті, а потім у 1952 році пішов працювати в Королівському ботанічному саду в Единбурзі. У 1961 році він перейшов до дендрарію Арнольда Гарвардського університету, щоб стати садівничим таксономістом, але повернувся до Англії в 1966 році, щоб працювати в гербарії Королівських ботанічних садів у К'ю, де зрештою дослужився до посади заступника директора та куратора. Обидві установи мали особливі зв'язки з ботанікою Китаю, і між 10 травня та 18 червня 1978 року Ґрін відвідав Китай як співорганізатор Academia Sinica разом з Джоном Сіммонсом, куратором Королівського ботанічного саду.

## Вихід на пенсію
Після вимушеного виходу на пенсію в 1982 році Ґрін продовжив свої дослідження в К'ю як почесний науковий співробітник, зосереджуючись на своїй улюбленій флорі — маслинових та жасминах. Він обіймав почесну посаду віце-президента Гільдії К'ю, і був її президентом з 1982 до 1983 року. Він також багато подорожував, зокрема островами західної частини Тихого океану, флора яких захоплювала його під час кар'єри в К'ю.

## Нагороди
- Медаль К'ю, 1984
- Доктор наук Королівського коледжу, 1997

## Публікації
- Green, P. S. (1964). Registration of cultivar names in Ulmus. Arnoldia. Arnold Arboretum, Harvard University. 24.
- Green, P. S. (2002). A revision of Olea L. (Oleaceae). Kew Bulletin. 57 (1): 91—140. doi:10.2307/4110824. JSTOR 4110824.
- Green, P. S. (May 1973). Plants-Wild and Cultivated: A Conference on Horticulture and Field Botany. Ed. Botanical Society of the British Isles. Classey. ISBN 0-900848-66-9.
- Green, P. S.; Grierson, M. (31 грудня 1996). A Hawaiian Florilegium: Botanical Portraits from Paradise. National Tropical Botanical Garden. ISBN 0-915809-20-6.
- Green, P. S.; Gotz, E.; Kramer, K. U. (April 1991). Pteridophytes and Gymnosperms. Springer Verlag. ISBN 0-387-51794-4.